# Gilles Cocquempot
Gilles Cocquempot est un homme politique socialiste français, né le 22 octobre 1952 à Éperlecques (Pas-de-Calais). 

## Carrière politique
Gilles Cocquempot est maire d'Eperlecques pendant 18 ans du 14 mars 1983 au 18 mars 2001. Il  devient suppléant d'André Capet aux élections législatives de juin 1997. Il gagne les élections avec lui. À la mort en cours de mandat d'André Capet le 31 décembre 2000, Gilles Cocquempot (en tant que suppléant) devient député à partir du 1er janvier 2001.
Il quitte la mairie d'Eperlecques le 18 mars 2001 pour se consacrer pleinement à son mandat de député.
Il est élu député le 16 juin 2002, pour la XIIe législature (2002-2007), dans la circonscription du Pas-de-Calais (7e) et réélu en juin 2007 pour la législature (2007-2012) de justesse (50,71%) face à la candidate UMP Natacha Bouchart (49,29%). Il fait partie du groupe socialiste. 
Il ne peut pas se représenter aux élections législatives de juin 2012 à la suite de la défaite aux élections primaires locales PS (organisées en décembre 2011) et remportées par Yann Capet. Son mandat de député de la (7e) circonscription du Pas-de-Calais prend donc fin le 19 juin 2012 à la suite de l'élection de Yann Capet.

## Mandats
- 14/03/1983 - 19/03/1989 : maire d'Éperlecques (Pas-de-Calais)
- 20/03/1989 - 18/06/1995 : maire d'Éperlecques
- 19/06/1995 - 18/03/2001 : maire d'Éperlecques
- 01/01/2001 - 19/06/2007 : député SRC de la Septième circonscription du Pas-de-Calais
- 19/03/2001 - 16/03/2008 : Adjoint au Maire de Calais (Pas-de-Calais)
- 01/01/2003  - 16/03/2008 : Membre Communauté d'agglomération du Calaisis
- 20/06/2007 - 19/06/2012 : député SRC de la Septième circonscription du Pas-de-Calais
- 15/03/2008 - 5/03/2014 : Conseiller municipal d'opposition de Calais